# 원동항공의 운항 노선
원동항공은 다음과 같은 노선들을 운항하고 있다.

## 운항 노선

### 아시아

#### 동아시아
- 대한민국
  - 제주 - 제주국제공항 전세편
- 중화인민공화국
  - 구이린 - 구이린 량장 국제공항
  - 난닝 - 난닝 우수 국제공항
  - 스자장 - 스자장 정딩 국제공항
  - 우한 - 우한 톈허 국제공항
  - 이창 - 이창 싼샤 국제공항
  - 정저우 - 정저우 신정 국제공항
  - 청두 - 청두 솽류 국제공항
  - 타이위안 - 타이위안 우수 국제공항
  - 하이커우 - 하이커우 메이란 국제공항
  - 허페이 - 허페이 뤼강 국제공항
- 중화민국
  - 타이베이
    - 타이완 타오위안 국제공항
    - 타이베이 쑹산 공항 허브

  - 가오슝 - 가오슝 국제공항
  - 마궁 - 마궁 공항
  - 진먼 - 진먼 공항
- 일본
  - 오사카 - 간사이 국제공항
  - 구마모토 - 구마모토 공항
  - 후쿠오카 - 후쿠오카 공항

#### 동남아시아
- 베트남
  - 다낭 - 다낭 국제공항 전세편
- 캄보디아
  - 씨엠립 - 앙코르 국제공항 전세편
- 필리핀
  - 세부 - 막탄 세부 국제공항 전세편

## 과거 취항지

### 아시아

#### 동아시아
- 대한민국
  - 서울 - 인천국제공항
  - 부산 - 김해국제공항
- 중화민국
  - 타이난 - 타이난 공항
  - 타이둥 - 타이둥 공항
  - 화롄 - 화롄 공항
- 조선민주주의인민공화국
  - 평양 - 평양 순안 국제공항 - (김포국제공항 경유)

#### 동남아시아
- 말레이시아
  - 코타키나발루 - 코타키나발루 국제공항
- 베트남
  - 하노이 - 노이바이 국제공항
- 인도네시아
  - 덴파사르/발리 - 응우라라이 국제공항
- 필리핀
  - 라오아그 - 라오아그 국제공항

### 오세아니아
- 팔라우
  - 코로르 - 팔라우 국제공항